# Mistrzostwa Świata w biegu na 100 km 1989
3. Mistrzostwa Świata w biegu na 100 km 1989 – zawody lekkoatletyczne, które odbyły się 25 czerwca 1989 w Paryżu, Francja.

## Medaliści
|                         | 1. miejsce        | Rezultat | 2. miejsce    | Rezultat | 3. miejsce    | Rezultat |
| Mężczyźni indywidualnie | Bruno Scelsi      | 6:47:06  | Bruno Joppen  | 6:48:52  | Herbert Cuntz | 6:51:16  |
| Kobiety indywidualnie   | Katharina Janicke | 8:07:41  | Sigrid Lomsky | 8:16:37  | Hilary Walker | 8:21:51  |